# Antoniuskirche (Wozławki)

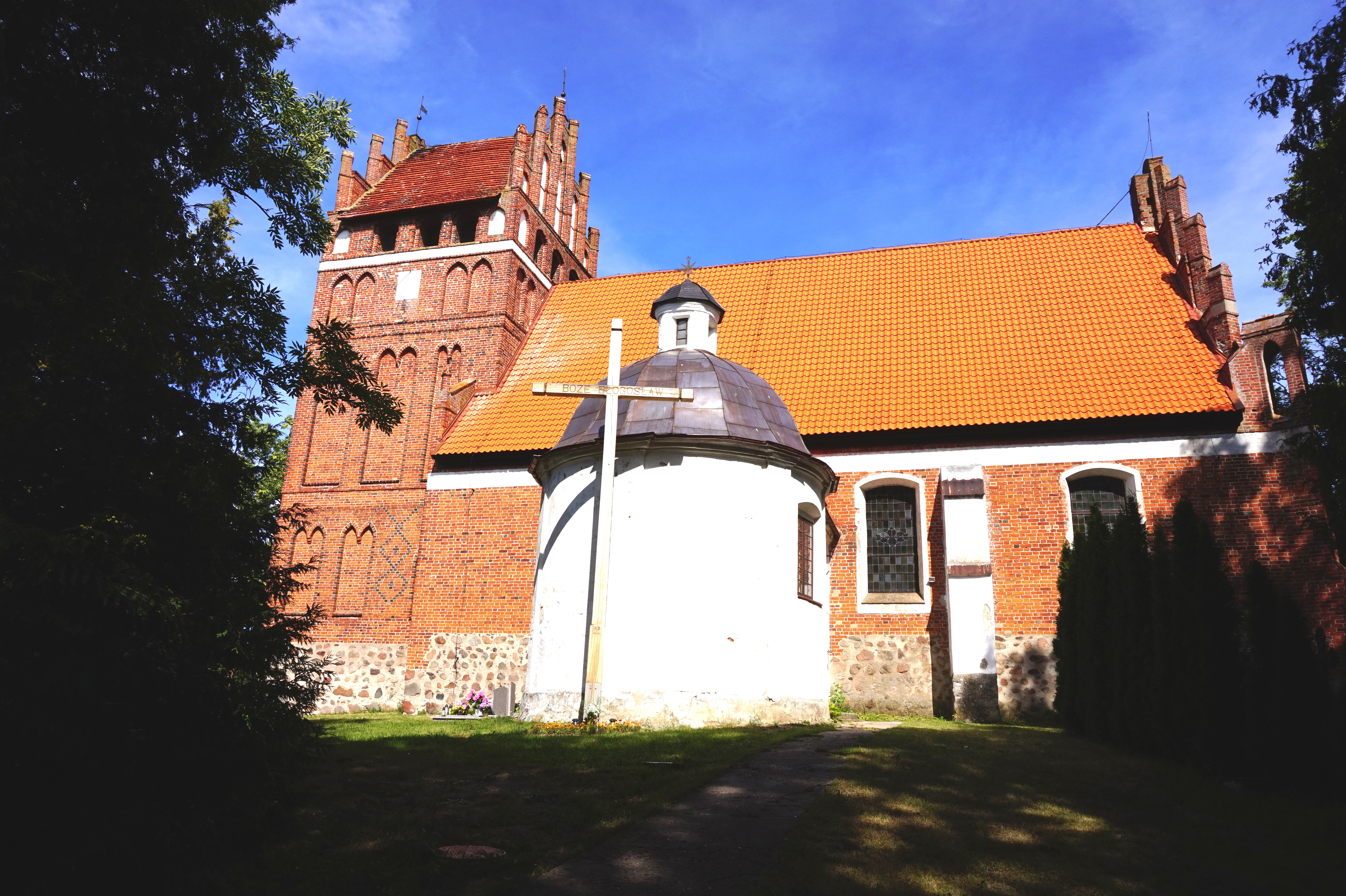
Antioniuskirche in Wuslack, im Vordergrund die Eulenburg-Kapelle

Die Antoniuskirche befindet sich im polnischen Dorf Wozławki (deutsch Wuslack). Sie gehört zu den zahlreichen mittelalterlichen Kirchen, die auf dem einstigen Gebiet des Deutschordensstaates entstanden sind. Aufgrund ihrer Bauform ist sie den typischen dörflichen Saalbauten zuzuordnen. Der Innenraum der Kirche ist prachtvoll, hauptsächlich im barocken Stil, ausgestattet. Zur Kirche gehört die Kapelle des hl. Bruno mit einer barocken Innenpolychromie.

## Geschichte

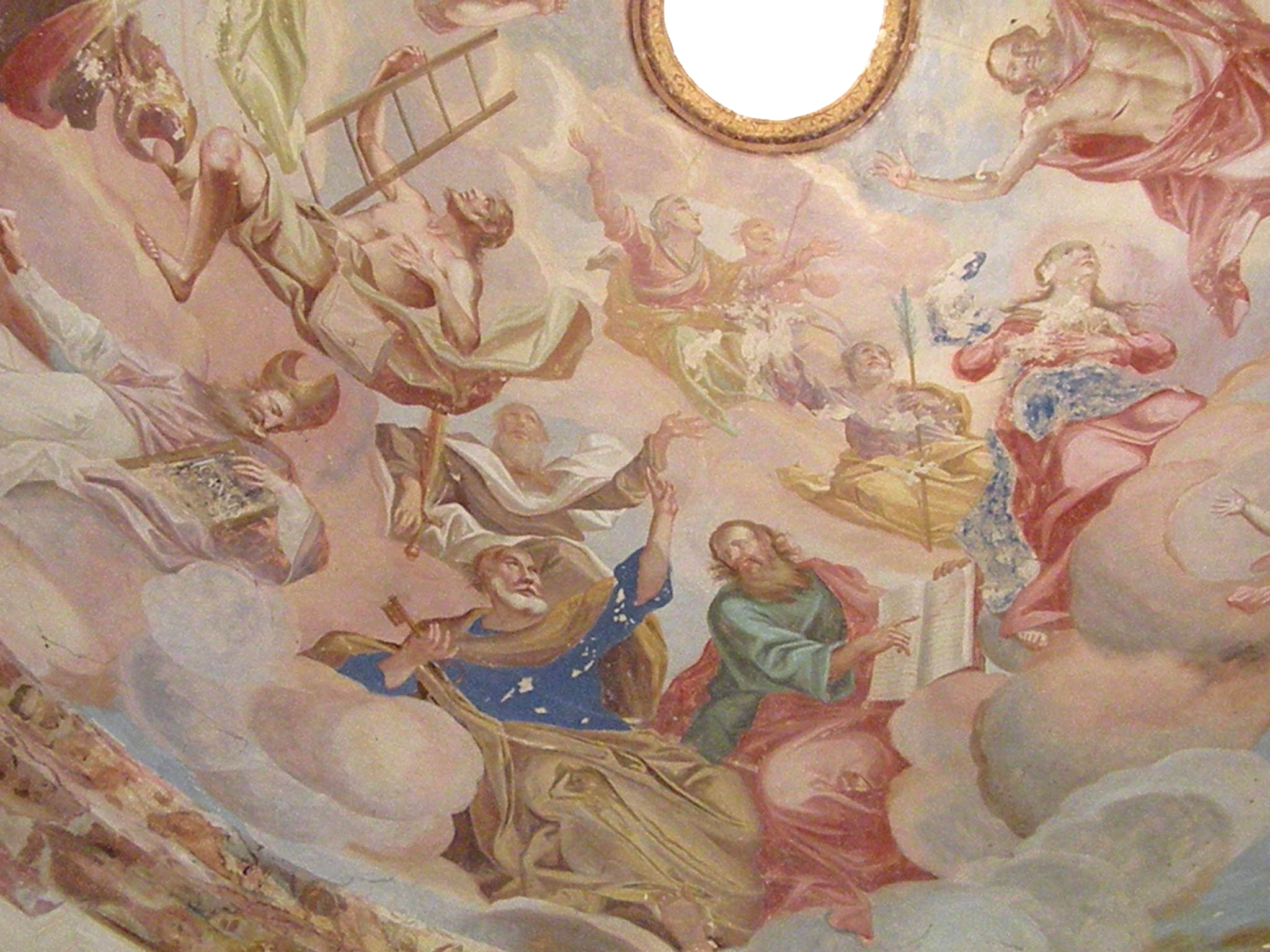
Die Bemalung der Eulenburg-Kapelle. Zustand vor der Restaurierung.

Das Dorf Wuslack hat seine Handfeste nach kulmischem Recht im Jahr 1357 erhalten. Die erste urkundliche Erwähnung des Dorfes stammt aus dem Jahr 1355. Im Jahr 1379 wurde zum ersten Mal ein Pfarrer in Wuslack erwähnt. In der Handfeste des Dorfes ist eine Holzkirche erwähnt, von der es keine Spuren mehr gibt. Das jetzige, gemauerte Bauwerk ist in drei Etappen entstanden: In der ersten Bauphase von 1370 bis ca. 1380 wurden das Langhaus und die Sakristei errichtet. 80 Jahre später fügte man einen Turm hinzu, und in der dritten Bauphase Anfang des 16. Jahrhunderts entstanden die Giebel des Turms und des Langhauses.
In den Jahren 1727–1728 wurde südlich der Kirche die von Gottfried von Eulenburg gestiftete Kapelle des hl. Bruno erbaut. Der Innenraum der Kapelle wurde durch Matthias Johann Meyer aus Heilsberg bemalt, der hauptsächlich für sein bedeutendstes Werk, die Fresken in der Kirche zu Heiligenlinde, bekannt ist. Im Jahr 1988 wurde die Kapelle saniert, die Renovierung der barocken Ausmalung folgte im Jahr 2014.

## Beschreibung
Die Kirche befindet sich im Zentrum des Dorfes, in der Nähe der Straße nach Bartoszyce (Bartenstein). Sie ist ein gotischer Bau auf rechteckigem Grundriss aus Ziegel-Feldstein-Mischmauerwerk. An der Ostachse ist der Turm angefügt. Die Ostfassade ist mit schräg stehenden Strebepfeilern stabilisiert. Die Satteldächer des Langhauses und des Turms sind mit keramischen Dachziegeln gedeckt.
Die Kapelle des hl. Bruno an der Südseite ist ein verputzter Zentralbau mit Kuppel und Laterne. Die Kuppel ist innen mit der Szene der Himmelfahrt Mariens im italienischen Stil ausgemalt.
Östlich der Kapelle befindet sich die gotische Sakristei, und auf der Zentralachse ist ein zugemauerter Eingang zu sehen. Der Westgiebel des Langhauses wurde noch im Mittelalter weitgehend abgerissen, um Platz für die Hinzufügung des Turms zu schaffen. Vorhanden ist noch der östliche Treppengiebel, aufgeteilt durch hohe Blenden, die die ganze Höhe des Giebels ausfüllen. Die hohen Fenster der Nord- und Südfassade wurden später, wahrscheinlich in der Frühen Neuzeit, herausgeschlagen. Sie sind durch Faschen umrahmt und mit Stichbögen abgeschlossen. Der viergeschossige Kirchturm mit Stockwerken ungleicher Höhe ist zusätzlich durch Blenden aufgeteilt. Den Turm bekrönen im Osten und Westen zwei Treppengiebel. Im Erdgeschoss des Turms befindet sich ein spitzbogig abgeschlossenes Portal.
Die Kirche in Wuslack ähnelt typologisch den Kirchen in Sątopy (Santoppen), Barciany (Barten), Unikowo (Glockstein) und Kiwity (Kiwitten). Die größte Ähnlichkeit besteht zwischen den Ostfassaden der Kirche in Wuslack und in Santoppen, was auf eine Tätigkeit derselben Bauhütte bei diesen beiden Bauwerken hindeutet.
Der Innenraum ist ein typischer Saalbau mit Rankenwerk-Polychromie an der Decke. Das älteste Ausstattungselement der Kirche ist eine spätgotische Holzskulptur der Anna Selbdritt, datiert auf ca. 1520. Zu den prachtvollsten Elementen der Innenausstattung gehören ein barocker Hochaltar aus dem Jahr 1725, ausgeführt in der Werkstatt von Christof Peukner aus Rößel, eine Kanzel ebenfalls aus dem Jahre 1725, eine Taufbeckenumrahmung aus dem 17. Jahrhundert und zwei barocke Seitenaltäre.